# Sân bay quốc tế Hartsfield-Jackson Atlanta
Sân bay Quốc tế Hartsfield-Jackson Atlanta (tiếng Anh: Hartsfield-Jackson Atlanta International Airport) (IATA: ATL, ICAO: KATL), hay gọi tắt tại địa phương là Atlanta Airport, là sân bay quốc tế tại thành phố Atlanta, tiểu bang Georgia của Hoa Kỳ. Từ năm 2005, đây là sân bay nhộn nhịp nhất thế giới tính theo lượng khách (89.379.287 lượt hành khách).
Sân bay Hartsfield-Jackson nắm giữ danh hiệu là sân bay bận rộn nhất thế giới trong năm 2012, cả về tiêu chí tổng số lượt hành khách và số chuyến bay, với 95 triệu lượt hành khách (hơn 260.000 lượt hành khách mỗi ngày) và 950.119 chuyến bay. Phần lớn trong gần một triệu chuyến bay hàng năm là các chuyến bay nội địa từ bên trong Hoa Kỳ, nơi Atlanta phục vụ như là một trung tâm chính cho các chuyến bay trên khắp Đông Nam Hoa Kỳ. Sân bay này có 207 cửa trong nước và quốc tế.
Sân bay Quốc tế Hartsfield-Jackson là một thành phố tập trung cho hãng hàng không Southwest Airlines và là trung tâm hoạt động chính của các hãng Delta Air Lines và đối tác của Delta Connection ExpressJet; với gần 1.000 chuyến bay mỗi ngày, trung tâm của Delta là trung tâm hàng không lớn nhất thế giới. Delta Air Lines chiếm 59,01% số lượng hành khách từ sân bay vào tháng 2 năm 2011, AirTran chiếm 17,76%, và ExpressJet chiếm 13,86%%.. Ngoài là nơi có trụ sở công ty của Delta, Hartsfield-Jackson cũng là nơi đóng trụ sở của Trung tâm Vận hành Kỹ thuật của Delta, là đơn vị đại tu, sửa chữa, bảo dưỡng chính của hãng này.. Sân bay có tuyến bay quốc tế với Bắc Mỹ, Nam Mỹ, Trung Mỹ, châu Âu, châu Á và châu Phi. Là một cửa ngõ quốc tế với Hoa Kỳ, Hartsfield-Jackson đứng thứ sáu về số lượng khách quốc tế trong các sân bay Hoa Kỳ.
Sân bay này nằm chủ yếu ở các khu vực chưa hợp nhất các quận Fulton và Claytao. Tuy nhiên, khuôn viên sân bay nằm lan qua giới hạn thành phố Atlanta College Park và Hapeville.. Nhà ga nội địa của sân bay được phục vụ bởi tuyến đường sắt Đỏ/Vàng kim của MARTA.

## Lịch sử
Hartsfield-Jackson đã có sự khởi đầu của mình với một hợp đồng cho thuê không thu phí thuê kéo dài năm năm, trên khu đất rộng 287 mẫu Anh (116 ha) đã là nơi có một đường đua ô tô bị bỏ hoang mang tên The Atlanta Speedway. Hợp đồng thuê đất được ký kết vào ngày 16 tháng 4 năm 1925, bởi Thị trưởng Walter Sims, người đã cam kết thành phố sẽ phát triển nó thành một sân bay. Trong một phần của thỏa thuận, tài sản đã được đổi tên thành Candler Field theo chủ sở hữu trước đây của nó, nhà tài phiệt Coca-Cola và cựu thị trưởng thành phố Atlanta Asa Candler. Chuyến bay đầu tiên đến Candler Field vào ngày 15 tháng 9 năm 1926, một máy bay chở thư của Florida Airways bay từ Jacksonville, Florida. Trong tháng 5 năm 1928, Pitcairn Aviation bắt đầu tuyến bay đến Atlanta, tiếp theo trong tháng 6 năm 1930 bởi Delta Air Service. Sau đó hai hãng hàng không, nay được gọi tương ứng là Eastern Air Lines và Delta Air Lines đã sử dụng Atlanta là trung tâm chính của họ]]. Vào ngày 1 tháng 9 năm 1928, trạm thời tiết của sân bay đã trở thành vị trí chính thức cho quan sát và ghi chép thời tiết Atlanta bởi Cục Thời tiết Quốc gia.
Đây là một sân bay bận rộn từ khi ra đời và đến cuối năm 1930 nó là sân bay thứ ba sau Thành phố New York và Chicago về số chuyến bay thường xuyên hàng ngày với mười sáu chuyến bay đến và đi. (Vào tháng năm 1931 Atlanta có bốn chuyến bay thường lệ khởi hành.) Tháp không lưu đầu tiên của Candler Field mở cửa vào tháng 3 năm 1939. Tháng 3 năm 1939, Hướng dẫn Hàng không Chính thức cho thấy mười bốn chuyến bay xuất phát các ngày trong tuần: 10 chuyến của Eastern và 4 của hãng Delta.
Trong tháng 10 năm 1940, Chính phủ Mỹ tuyên bố đó là sân bay quân sự và Không quân Hoa Kỳ vận hành Căn cứ quân sự Atlanta cùng với Candler Field. Không quân Hoa Kỳ sử dụng sân bay chủ yếu phục vụ cho các máy bay tạm bay qua, với nhiều loại máy bay chiến đấu được bảo trì tại sân bay. Trong thế chiến II sân bay được tăng gấp đôi kích thước và thiết lập một kỷ lục 1.700 lượt cất cánh và hạ cánh trong một ngày, làm cho nó sân bay bận rộn nhất của Hoa Kỳ về khai thác bay. Căn cứ quân sự Atlanta đóng cửa sau chiến tranh.
Năm 1946, Candler Field được đổi tên thành Atlanta Municipal Airport và năm 1948, hơn một triệu hành khách đi qua một nhà chứa máy bay thừa của chiến tranh mà phục vụ như là một nhà ga. Delta và Eastern đã có mạng lưới bay rộng khắp từ ATL, mặc dù Atlanta không có chuyến bay thẳng ngoài Texas, St Louis và Chicago cho đến năm 1961. Southern Airways thiết lập hoạt động tại ATL sau chiến tranh và đã có đường bay ngắn quanh Đông Nam cho đến năm 1979.
Ngày 1 tháng 6 năm 1956 một chuyến bay của hãng Eastern đến Montreal, Canada là chuyến bay quốc tế đầu tiên ra khỏi Atlanta. Chuyến bay quốc tế thường lệ đầu tiên của Atlanta Delta / Pan Am DC-8 sang châu Âu bắt đầu vào năm 1964; chuyến bay thẳng thường lệ đầu tiên đến một nước ngoài là chuyến bay của hãng Eastern đến Thành phố México khoảng năm 1972. chuyến bay thẳng đến châu Âu bắt đầu vào năm 1978 và đến châu Á giai đoạn 1992-93.

## Hãng hàng không và điểm đến
| Hãng hàng không    | Các điểm đến | Hành lang           |
| ------------------ | --- | ------------------- |
| Air Canada Express | Toronto–Pearson | F                   |
| Air France         | Paris–Charles de Gaulle | E, F                |
| Alaska Airlines    | Seattle/Tacoma | D                   |
| American Airlines  | Chicago–O'Hare (bắt đầu từ ngày 29/3/2015), Dallas/Fort Worth, Los Angeles, Miami | T                   |
| American Eagle     | Chicago–O'Hare, Miami, New York–LaGuardia | T                   |
| British Airways    | London–Heathrow | E, F                |
| Delta Air Lines    | Akron/Canton, Albany (NY), Albuquerque, Allentown/Bethlehem, Appleton, Augusta (GA), Asheville (NC), Austin, Baltimore, Baton Rouge, Birmingham (AL), Bloomington/Normal, Boston, Buffalo, Charleston (SC), Charleston (WV), Charlotte, Charlottesville, Chattanooga, Chicago–Midway, Chicago–O'Hare, Cincinnati, Cleveland, Colorado Springs, Columbia (SC), Columbus (OH), Dallas/Fort Worth, Dallas-Love, Dayton, Daytona Beach, Denver, Des Moines, Detroit, El Paso, Evansville, Fayetteville/Bentonville, Fayetteville (NC), Flint, Fort Lauderdale, Fort Myers, Fort Walton Beach, Gainesville, Grand Rapids, Greensboro, Greenville/Spartanburg, Gulfport/Biloxi, Harrisburg, Hartford, Honolulu, Houston–Hobby, Houston–Intercontinental, Huntsville, Indianapolis, Jackson (MS), Jacksonville (FL), Kansas City, Key West, Knoxville, Lafayette (LA), Las Vegas, Lexington, Little Rock, Los Angeles, Louisville, Madison, Manchester (NH), Melbourne (FL), Memphis, Miami, Milwaukee, Minneapolis/St. Paul, Mobile, Moline/Quad Cities, Nashville, New Orleans, New York–JFK, New York–LaGuardia, Newark, Norfolk, Oklahoma City, Omaha, Orange County, Orlando, Panama City (FL), Pensacola, Philadelphia, Phoenix, Pittsburgh, Portland (ME), Portland (OR), Providence, Raleigh/Durham, Richmond, Roanoke, Rochester (NY), Sacramento, St. Louis, Salt Lake City, San Antonio, San Diego, San Francisco, San Jose (CA), San Juan, Sarasota, Savannah, Seattle/Tacoma, Shreveport, Syracuse, Tallahassee, Tampa, Tri-Cities (TN), Tucson, Tulsa, Washington–Dulles, Washington–National, West Palm Beach, Wichita, Wilkes-Barre/Scranton, Wilmington (NC) Theo mùa: Anchorage, Billings, Bozeman, Burlington (VT), Eagle/Vail, Hayden/Steamboat Springs, Jackson Hole, Kalispell, Missoula, Montrose/Telluride, Myrtle Beach, Oakland, Ontario (CA), Spokane | T, A, B, C, D, E, F |
| Delta Air Lines    | Amsterdam, Aruba, Barbados, Belize City, Bermuda, Bogotá, Bonaire, Brasília, Brussels, Buenos Aires–Ezeiza, Cancún, Caracas, Cozumel, Dubai–International, Düsseldorf, Frankfurt, Grand Cayman, Guadalajara, Guatemala City, Johannesburg–O. R. Tambo, Kingston, Lagos, Liberia (CR), Lima, London–Heathrow, Madrid, Managua, Manchester (UK) (ngưng từ ngày March 28. 2015), Thành phố México, Montego Bay, Montréal–Trudeau, Munich, Nassau, Panama City, Paris–Charles de Gaulle, Port–au-Prince, Providenciales, Puerto Vallarta, Punta Cana, Quito, Rio de Janeiro–Galeão, Roatán, Rome–Fiumicino, St. Lucia, St. Maarten, St. Thomas, San José (CR), San José del Cabo, San Pedro Sula, San Salvador, Santiago (Chile), Santo Domingo–Las Américas, São Paulo‑Guarulhos, Stuttgart, Tegucigalpa, Toronto–Pearson, Tokyo–Narita Theo mùa: Antigua, Barcelona, Dublin, Grenada (bắt đầu từ ngày 6/6/2015), Milan–Malpensa, St. Croix, St. Kitts, Vancouver, Venice‑Marco Polo, Zürich Thuê chuyến: Havana | T, A, E, F          |
| Delta Connection   | Akron/Canton, Albany (GA), Alexandria, Allentown/Bethlehem, Appleton, Asheville, Augusta (GA), Baton Rouge, Bloomington/Normal, Brunswick, Cedar Rapids/Iowa City, Charleston (SC), Charleston (WV), Charlottesville, Chattanooga, Cincinnati, Columbia (SC), Columbus (GA), Columbus (MS), Columbus (OH), Dallas/Fort Worth, Des Moines, Dothan, Evansville, Fayetteville/Bentonville, Fayetteville (NC), Flint, Fort Smith, Fort Walton Beach, Fort Wayne, Gainesville, George Town/Great Exuma Island, Green Bay, Greensboro, Greenville/Spartanburg, Gulfport/Biloxi, Harrisburg, Houston–Hobby, Houston–Intercontinental, Huntsville, Jackson (MS), Jacksonville (NC), Key West, Killeen/Fort Hood, Knoxville, Lafayette, León/Del Bajío, Lexington, Lincoln, Little Rock, Madison, Memphis, Mobile, Moline/Quad Cities, Monroe, Montego Bay, Monterrey, Montgomery, Montréal–Trudeau, Myrtle Beach, Nashville, New Bern, Newark, Newport News, Oklahoma City, Omaha, Panama City (FL), Peoria, Philadelphia, Pittsburgh, Roanoke, Rochester (MN), Savannah, Shreveport, Sioux Falls, South Bend, Springfield/Branson, Tallahassee, Toronto–Pearson, Tri‑Cities (TN/VA), Tulsa, Valdosta, Washington–Dulles, White Plains, Wichita, Wilkes Barre/Scranton, Wilmington (NC) Theo mùa: Albany (NY), Aspen, Belize City, Burlington (VT), State College (PA), Daytona Beach, Elmira (NY), Erie (PA), Fargo (ND), Freeport, Grand Rapids, Guadalajara, Halifax, Kalamazoo, Lansing, Montrose/Telluride, Ottawa, Providenciales, Saginaw, Traverse City | C, D, E, F          |
| Frontier Airlines  | Austin, Chicago–O'Hare, Cincinnati (bắt đầu từ ngày 30/4/2015), Cleveland, Denver, Indianapolis, Las Vegas (bắt đầu từ ngày 30/4/2015), Los Angeles (bắt đầu từ ngày 30 tháng 4 2015), Miami, Minneapolis/St. Paul (bắt đầu từ ngày 30/4/2015) New York-LaGuardia (bắt đầu từ ngày 30/4/2015), New Orleans (bắt đầu từ ngày 30/4/2015), Orlando, Philadelphia, Trenton, Washington–Dulles | D                   |
| KLM                | Amsterdam | E, F                |
| Korean Air         | Seoul–Incheon | E, F                |
| Lufthansa          | Frankfurt | E, F                |
| Southwest Airlines | Akron/Canton, Austin, Baltimore, Boston, Cancún, Chicago–Midway, Columbus (OH), Dallas–Love, Denver, Detroit, Fort Lauderdale, Fort Myers, Hartford/Springfield (ngưng từ ngày 7/4/2015), Houston–Hobby, Indianapolis, Jacksonville (FL), Kansas City, Las Vegas, Los Angeles, Milwaukee, Minneapolis/St. Paul, New Orleans, New York–LaGuardia, Oklahoma City, Orlando, Philadelphia, Pittsburgh, Phoenix, Punta Cana, Raleigh/Durham, Richmond, St. Louis, San Antonio, San Diego, San Francisco, Tampa, Washington–National, West Palm Beach Theo mùa: Seattle/Tacoma | C, D, F             |
| Spirit Airlines    | Baltimore (bắt đầu từ ngày 18/6/2015), Boston (bắt đầu từ ngày 10/9/2015), Chicago–O'Hare, Cleveland (bắt đầu từ ngày 7/5/2015), Dallas/Fort Worth, Detroit, Fort Lauderdale, Houston–Intercontinental, Las Vegas (bắt đầu từ ngày 7/5/2015), Los Angeles (bắt đầu từ ngày August 20. 2015), Orlando (bắt đầu từ ngày 7/5/2015), Philadelphia (bắt đầu từ ngày 18/6/2015), Tampa (bắt đầu từ ngày 18/6/2015) Theo mùa: Atlantic City, Fort Myers (bắt đầu từ ngày 10/9/2015) | D                   |
| United Airlines    | Chicago–O'Hare, Houston-Intercontinental, Newark, San Francisco | T                   |
| United Express     | Chicago–O'Hare, Denver, Houston–Intercontinental, Newark, Washington–Dulles | T                   |
| US Airways         | Charlotte, Philadelphia, Phoenix | D                   |
| US Airways Express | Charlotte, Philadelphia | D                   |
| Virgin Atlantic    | London–Heathrow, Manchester (UK) (bắt đầu từ ngày 29/3/2015) | E, F                |

### Hàng hóa
| Hãng hàng không        | Các điểm đến                                                                   |
| ---------------------- | ------------------------------------------------------------------------------ |
| Aerologic              | Frankfurt                                                                      |
| Air France Cargo       | Thành phố México, Paris-Charles de Gaulle                                      |
| Asiana Cargo           | Dallas/Fort Worth, Miami                                                       |
| Cargolux               | Chicago–O'Hare, Luxembourg, Huntsville, New York–JFK                           |
| Cathay Pacific Cargo   | Anchorage, Dallas/Fort Worth                                                   |
| China Airlines Cargo   | Anchorage, Dallas/Fort Worth, Miami                                            |
| DHL Aviation/Atlas Air | Cincinnati, Miami                                                              |
| EVA Air Cargo          | Anchorage                                                                      |
| Emirates SkyCargo      | Amsterdam, Los Angeles                                                         |
| FedEx Express          | Fort Worth, Indianapolis, Memphis, Miami                                       |
| Korean Air Cargo       | Anchorage, Chicago–O'Hare, Dallas/Fort Worth, Miami, New York–JFK              |
| Lufthansa Cargo        | Frankfurt                                                                      |
| Qatar Airways Cargo    | Anchorage, Doha, Houston–Intercontinental, Liège, Luxembourg, Thành phố México |
| TNT Airways            | Liège                                                                          |
| UPS Airlines           | Columbia, Dallas/Fort Worth, Louisville, Philadelphia                          |

## Thống kê

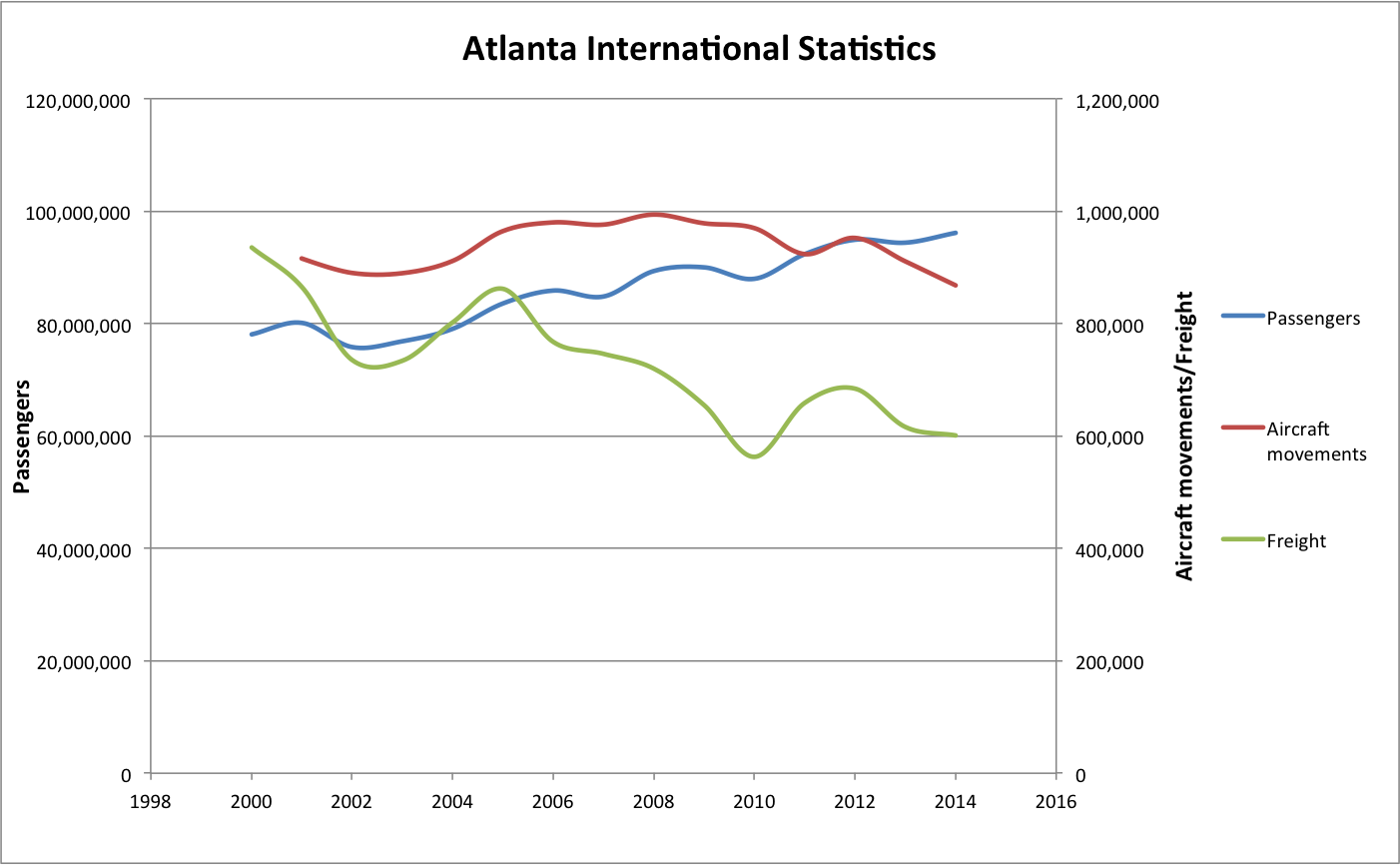
Số liệu thống kê sân bay Hartsfield-Jackson Atlanta từ năm 2000 đến 2014 bao gồm số lượt khách, số chuyến bay và hàng hóa vận chuyển tính bằng tấn.

| Rank | Sân bay                     | Số khách  | Hãng                         |
| ---- | --------------------------- | --------- | ---------------------------- |
| 1    | Orlando, FL                 | 1.244.280 | Delta, Southwest             |
| 2    | Fort Lauderdale, FL         | 1.147.550 | Delta, Southwest, Spirit     |
| 3    | New York (LaGuardia), NY    | 1.030.000 | Delta, Southwest             |
| 4    | Dallas/Fort Worth, TX       | 1.016.360 | American, Delta, Spirit      |
| 5    | Tampa, FL                   | 943.590   | Delta, Southwest             |
| 6    | Los Angeles, CA             | 891.000   | Delta, Southwest             |
| 7    | Charlotte, NC               | 888.150   | Delta, US Airways            |
| 8    | Philadelphia, PA            | 842.320   | Delta, Southwest, US Airways |
| 9    | Washington (National), D.C. | 821.890   | Delta, Southwest             |
| 10   | Miami, FL                   | 781.460   | American, Delta              |

| Hạng | Sân bay                           | Số khách | Hãng                   |
| ---- | --------------------------------- | -------- | ---------------------- |
| 1    | Cancún, Mexico                    | 704.881  | Namwest, Delta         |
| 2    | Paris (Charles de Gaulle), France | 638.035  | Delta, Air France      |
| 3    | Amsterdam, Netherlands            | 595.469  | KLM, Delta             |
| 4    | London (Heathrow), United Kingdom | 540.054  | British Airways, Delta |
| 5    | Thành phố México, México          | 440.239  | Aeromexico, Delta      |
| 6    | Montego Bay, Jamaica              | 409.872  | Namwest, Delta         |
| 7    | Toronto (Pearson), Canada         | 379.965  | Air Canada, Delta      |
| 8    | Nassau, Bahamas                   | 335.244  | Namwest, Delta         |
| 9    | Frankfurt, Germany                | 292.555  | Delta, Lufthansa       |
| 10   | Seoul (Incheon), Korea            | 256.086  | Korean Air             |
| 11   | Punta Cana, Dominican Republic    | 294.513  | Delta, Southwest       |
| 12   | Tokyo, Japan                      | 244.463  | Delta                  |
| 13   | Rome, Italy                       | 182.514  | Delta                  |
| 14   | Johannesburg, South Africa        | 174.625  | Delta                  |
| 15   | Dubai, United Arab Emirates       | 174.379  | Delta                  |

|                                                   | Số khách   | Thay đổi so với năm trước | Số chuyến bay | Cargo (tấn) |
| ------------------------------------------------- | ---------- | ------------------------- | ------------- | ----------- |
| 2000                                              | 78.092.940 | 02,77%                    | N/A           | 935.892     |
| 2001                                              | 80.162.407 | 02,65%                    | 915.454       | 865.991     |
| 2002                                              | 75.858.500 | 05.37%                    | 890.494       | 735.796     |
| 2003                                              | 76.876.128 | 01,34%                    | 889.966       | 734.083     |
| 2004                                              | 79.087.928 | 02,88%                    | 911.727       | 802.248     |
| 2005                                              | 83.606.583 | 05,71%                    | 964.858       | 862.230     |
| 2006                                              | 85.907.423 | 02,75%                    | 980.386       | 767.897     |
| 2007                                              | 84.846.639 | 01,23%                    | 976.447       | 746.502     |
| 2008                                              | 89.379.287 | 05.34%                    | 994.346       | 720.209     |
| 2009                                              | 90.039.280 | 00.74%                    | 978.824       | 655.277     |
| 2010                                              | 88.001.381 | 02,23%                    | 970.235       | 563.139     |
| 2011                                              | 92.389.023 | 03,53%                    | 923.996       | 659.129     |
| 2012                                              | 94.956.643 | 03,10%                    | 952.767       | 684.576     |
| 2013                                              | 94.431.224 | 01,13%                    | 911.074       | 616.365     |
| 2014                                              | 96.178.899 | 01,85%                    | 868.359       | 601.270     |
| Nguồn: Sân bay quốc tế Hartsfield-Jackson Atlanta |            |                           |               |             |